# Augustinus
Aurelius Augustinus (Augustinus av Hippo), född 13 november 354 i Tagaste i Numidien (nuvarande Souk Ahras i Algeriet), död 28 augusti 430 i Hippo Regius (nuvarande Annaba i Algeriet), var biskop i Hippo Regius och filosof, teolog, retoriker och kyrkofader. En av de första utformarna av homiletiken-läran om predikan. Han vördas som helgon inom romersk-katolska kyrkan och den ortodoxa kyrkan; hans festdag firas den 28 augusti. År 1298 utsågs Augustinus till kyrkolärare.
Augustinus är det latinska västerlandets mest betydande kyrkofader och en av de fyra stora latinska kyrkolärarna.

## Biografi
Augustinus föddes i en mindre romersk borgarfamilj bosatt i det då romerska Nordafrika. Modern, Monica, var kristen av berbiskt ursprung, medan fadern, Patricius, ännu var odöpt. Efter studier i Kartago blev Augustinus lärare i retorik.
Augustinus lärde framgångsrikt ut retorik i Kartago under åren 374–383 innan han lät sig övertalas att flytta till Rom för att, vad det verkar, få mer ambitiösa studenter. Efter två år i Rom vann han år 385 professorsstolen i retorik i Milano. Milano var vid tiden säte för det kejserliga hovet, vilket gjorde detta till en av dåtidens mest åtråvärda akademiska poster. Den unge Augustinus var en sökare, länge dragen mot manikeismen. Först var han djupt påverkad av Ciceros skrifter, vände sig sedan till manikeismen, och före sin omvändelse tvivlade han på möjligheten att få kunskap om Gud.
Under påverkan av nyplatonismen och sin kristna mor Monica påbörjade Augustinus studier under biskopen Ambrosius. Augustinus genomgick en omvändelse och döptes av samme Ambrosius år 387. Efter att år 388 ha återvänt till Algeriet levde han först i en asketisk gemenskap, men blev sedan mot sin vilja utnämnd till presbyter 391 och till biskop av Hippo Regius 395.
I sina Bekännelser skildrar han sitt rastlösa liv fram till omvändelsen och beskriver stadierna i sin andliga utveckling. Enligt Bekännelser, var han ofta plågad av skuldkänslor och förebrådde sig själv för att vara vek och syndig. Han var ständigt plågad av skuldkänslor, av många olika anledningar. Hans skrifter återspeglar hans pinade medvetenhet om sin egen syndfullhet, hans oro och osäkerhet . 
Som biskop kämpade Augustinus mot manikeismen, donatismen och anhängarna till Pelagius. Hans viktigaste verk är Guds stad (De civitate Dei). Den föranleddes av visigoternas erövring av Rom år 410 och påståenden om att kristendomen bar skulden till Roms undergång genom att ha övergivit Roms gudar. I boken skildrar Augustinus de två rikena; det gudomliga som utgörs av dem som älskar Gud, och det jordiska som bygger på självkärlek.

## Omvändelsen

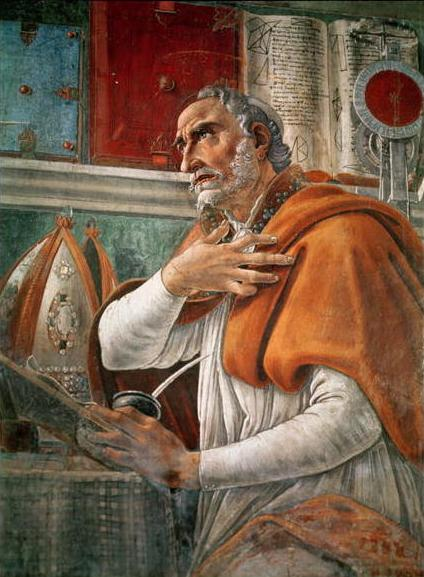
Augustinus läser, av Sandro Botticelli, 1480

Augustinus omvändelse till kristendomen är en vändpunkt i hans liv och beskrivs i verket Confessiones (Bekännelser). Han skildrar konversionen som ett förlopp i två steg. Den första fasen är en intellektuell omvändelse, en övertygelse om rimligheten och sanningshalten i kristendomens budskap. Detta stadium är dock i sig otillräckligt som underlag för en kristen tro, det är blott en förberedelse inför nästa fas. Till skillnad från den intellektuella omvändelsen, är det i detta andra skede snarare viljan som ger efter och överväldigas av tron. Man skulle kunna säga att den andra fasen etablerar ett kärleksförhållande till de trossatser som intellektet tidigare accepterat. Detta sista steg kräver ett gudomligt ingripande. Således är tron en nådegåva från Gud.
När omvändelsen har kommit till stånd, menar Augustinus, börjar en ivrig strävan efter att förstå de sanningar som man med både hjärna och hjärta överlämnat sig åt. Ensam är en sann tro otillräcklig, och det är i längtan efter förståelse som tron får ett innehåll. Förståelsen av tron är fylld av glädje, och framstår som trons belöning. Även här krävs Guds ingripande. Augustinus beskriver denna förståelse som en gudomlig upplysning av det mänskliga intellektet; detta går under benämningen illuminationsteorin, ett blott för tanken fattbart ljus från Gud som får människan att förstå förnuftssanningarna. I sitt resonemang utgår han från den glädje och tillfredsställelse som uppstår varje gång vi förstår ett skeende eller ett problem, en förmåga som verkar finnas tillhands hos alla människor.
Enligt den kristna läran är Gud den högsta och fullkomligaste sanningen. Att fullt ut förstå denna sanning borde då rimligtvis leda till den fullkomligaste glädjen. De frälstas salighet i livet efter detta är enligt Augustinus att få skåda denna sanning, som är Gud, och att glädjas över den.

## Retorik
Under den sena romartiden fokuserade den retoriska lärdomen i stort på form istället för innehåll, ett arv efter den andra sofistiken. Retoriken uppfattades därför av många kristna som dekadent och till och med farlig.
Augustinus ägnade mycket tid åt att författa skrifter för att avvisa kätterier. Efter att ha fått hård kritik för att hans dialektik och vältalighet i dessa var okristna, utvecklade han ett resonemang angående retorikens roll i kristendomen. Augustinus menar i Contra Cresconium att vältalighet är förmågan att berätta och förklara vad vi känner, och skall användas när man har funnit sanningen. Eftersom en kristen känner till sanningen (i resonemanget alltså Bibeln) så har man ett ansvar att använda sig av de bästa möjliga redskapen för att visa sanningen för dem som ännu inte upptäckt den.) Det här resonemanget utvecklade Augustinus i De doctrina Christiana, där han framlade en retorik speciellt anpassad för predikan. 
Augustinus argumenterade sålunda för användandet av retorik så länge det gjordes i ett kristet syfte. Detta kom att ha stor betydelse för retorikens fortlevnad under medeltiden då många andra av de gamla grekiska kunskaperna misstänkliggjordes såsom hedniska och därmed kätterska.
Augustinus omdanade de tidiga kristnas syn på en stor del av den kunskap som greker och romare lämnat efter sig genom att utarbeta en modell för kristna att ta till sig hedniska författare utan att förvandla kristendomen till något hedniskt. Han efterlämnade därmed en retorik som kunde användas även av kristna för att presentera och försvara kristendomen. I Augustinus retorik var vishet – det vill säga en förståelse av Bibeln - en viktigare komponent än vältalighet. Vältalighet kunde uppnås inte bara genom träning utan också genom imitation och genom Guds försorg.

## Predestinationsläran
Augustinus, som brottades med frågan om varför inte alla älskar Gud och sin nästa, drog slutsatsen att detta enbart är möjligt för de utvalda. De utvalda får däremot en oemotståndlig nåd så att de inte kan låta bli att göra gott. Människorna kan, enligt Augustinus inte själva avgöra om de skall tro eller ej utan de är beroende av Guds nåd. Därför verkar det rimligt att Gud, som är allvetande och allsmäktig, i förväg beslutat vilka människor som skall bli frälsta respektive förtappade. Denna lära kallas predestinationsläran och är en viktig beståndsdel i den augustinska filosofin.

## Tidsbegreppet
Augustinus grunnade över vad tiden är, och hur tiden förhåller sig till oss människor och till Gud. I Bekännelser resonerar han att det endast är nuet som är verkligt, framtiden är ännu inte verklig och det förflutna är inte verkligt längre. Gud, som är den högsta verkligheten, äger ingen framtid eller förflutet. Han är ett enda tidlöst, evigt nu. Enligt Augustinus är tidsflödet, som det ter sig för oss människor, något som enbart kännetecknar erfarenheten. Det existerar alltså inte i sig självt oberoende av den. De tre tiderna, nutid, framtid, och förfluten tid är, enligt Augustinus, endast subjektiva begrepp som hos människan kopplas ihop med de själsliga funktionerna varseblivning, förväntan och minne. Gud, i sitt eviga nu, upplever hela skapelsen på en gång. Därför känner han till våra handlingar redan innan vi handlat och kan därför avgöra vilka som skall frälsas. Att Gud känner till våra gärningar på förhand inskränker inte den fria viljan, menar Augustinus. Bara för att Gud är medveten om dem betyder det inte att Gud påverkar dem.

## Teodicéproblemet
I sin filosofi var Augustinus mycket påverkad av nyplatonismen, en rörelse, inspirerad av Platon, som uppstod under 100-talet efter Kristi födelse. Augustinus kom i kontakt med denna lära under sin vistelse i Milano. Nyplatonismen hävdade att det högsta väsendet var ’Det ena’, en fullkomligt god och själslig varelse. Det ena är också den fullkomliga verkligheten. Alla ting som till exempel människornas kroppar och själar, ligger på en graderad skala mellan Det ena (det goda) och materien (det onda). Eftersom Det ena är den högsta graden av verklighet, får rimligtvis materien som ligger längst bort, lägst verklighetsgrad – det onda är overkligt. Denna filosofi inspirerade Augustinus, som i sin tolkning av nyplatonismen ersatte Det ena med Gud. Det blev nu enkelt att förklara teodicéproblemet – varför Gud som är så god skapat en värld med ondska – genom att hävda att det onda saknar verkligt vara. Allt gott härstammar från Gud, men han kan inte ta ansvar för det som saknar godhet – det som saknar verklighet. Det onda i världen är frukten av människornas fria vilja, som vänt sig bort från Gud.

## Kunskapsteori
Begreppet sanning är ett nyckelord i Augustinus filosofi. Sanningen är något som är nära förknippat med Guds väsen och den gudomliga uppenbarelsen bland människorna. Augustinus såg det därför som en viktig uppgift att försöka argumentera mot den kunskapsteoretiska skepticism som uppstått under antiken. Han menade att människan kan ha säker kunskap av fyra olika slag:
- Vi kan vara säkra på att vi har ett visst sinnesintryck. Denna kunskap är oberoende av om sinnesintrycket motsvarar en företeelse i den yttre verkligheten eller om den är en illusion.
- Vi kan, om vi är skeptiker, i varje fall vara säkra på att vi tvivlar.
- Vi kan vara säkra på att vi existerar; vi skulle inte kunna tvivla om vi inte funnes till (jämför med Descartes Cogito ergo sum, d.v.s Jag tänker alltså finns jag).
- Vi kan också ha säker kunskap om matematiska sanningar.

Genom dessa försök att motbevisa skeptikerna, framlade Augustinus också ett indirekt gudsbevis. Eftersom all sanning som Gud uppenbarat är nödvändigt sann – Gud skulle knappast missta sig – borde alla sanningar som vi anser vara nödvändigt sanna härstamma från Gud. Om man accepterar de fyra punkterna ovan, menar Augustinus att vi kan vara säkra på Guds existens.

## Människosyn och kärlek
Augustinus människosyn är förhållandevis mörk. Han var själv ofta plågad av dåligt samvete och grubblade över synd, frestelse och förtappelse.  Enligt Augustinus är mänskligheten som sådan ”en fördärvets massa”, hedningarnas alla dygder är fördärvade av synden, och om hela mänskligheten överlämnades åt helvetet skulle detta vara en rättvis dom. Gud har dock utvalt en liten minoritet av själar som skall frälsas, och att knota över urvalet visar bara hur att man inte inser allvaret i den skuld som hänger samman arvsynden, och ännu mera med de verkliga synderna. Hans skrifter fick ett stort inflytande och andra kyrkofäder. Efter Augustinus blev många kristna påverkade av hans syn på synd. Det fanns de som gick till attack mot Augustinus syn på synd, som Julianus av Eclanum (cirka 386–455), biskop i Aeculanum i Italien. Han ansåg att Gud har avsett nåden för att människans natur ska nå fullkomligheten. Den mänskliga naturen är den gode Skaparens gåva och därför kan inget naturligt vara ont. Sexualdriften blir synd först då den missbrukas och det är därför helt fel att blanda ihop arvsynd med lusta. Enligt Julianus har Augustinus fört in ett främmande synsätt i den kristna kyrkan då han såg ner på Skaparens goda värld, fylld av ångest inför sexuallivet på grund av tonårens dårskaper som han beskriver i sina Bekännelser. Detta synsätt kommer från manikéerna som Augustinus umgicks med tidigare. Liksom Platon ansåg Augustinus att människan bestod av kropp och själ, där kroppen var av mindre värde än själen. Kroppen, den materiella delen av människan, saknar enligt den nyplatonska ontologin verklig substans. 
Kroppen fjärmar oss därför från Gud och är enligt Augustinus ursprunget till synd och frestelse. Som goda människor måste vi därför lära oss att kontrollera vår kropp, så att den inte skiljer oss från Gud. Detta är en uppfattning som under medeltiden blev populär i kyrkan, och som i synnerhet togs upp av de protestantiska reformatorerna. Dock är det viktigt att veta att Augustinus inte menade kroppen som ond (något som dock menades i antiken och senare av gnostiker.) I kristet (detta fall augustiniskt) tänkande såg man alltid själen och kroppen som ett skal och det som den skall fyllas med. Alltså ska själen inte lämna kroppen, de är evigt oskiljaktiga, inte ens när man dör eftersom den kristna tron är tron på köttets uppståndelse vid Jesus återkomst. 
Människornas kärlek är, liksom människan som helhet, en förening av själsliga och kroppsliga funktioner. Eftersom kroppen har en benägenhet att leda till synd, är det, enligt Augustinus, av stor vikt att man ”älskar de riktiga tingen på det riktiga sättet”. Han menar att det endast finns två sorters kärlek: kärleken till Gud och det själsliga (den riktiga verkligheten), och kärleken till det materiella och sinnliga. Människan kan leva ett gott liv endast om hon älskar de riktiga kärleksobjekten som är Gud och hennes nästa på rätt sätt, det vill säga högre än något annat.

## Politisk teori
Augustinus ger oss ingen systematisk politisk teori. Hans tankar är utspridda över många böcker. Augustinus syn på det mänskliga samfundet är en pessimistisk realism, som bygger på teologin kring den sedan syndafallet fallna människan. I boken Guds stad (alt. Gudsstaten) förkastar han ambitionen att skapa det perfekta välfärdssamhället. Statens uppgift är främst att straffa brottslingar men inte att tillhandahålla "det goda livet". Detta går på tvärs med det romerska och grekiska idealet enligt vilket staten ska bygga det ordningsamma idealsamhället samt forma människorna till mönstergilla medborgare. Men hos Augustinus finns det platoniska idealet ändå kvar, nämligen som Guds stad (civitas Dei). Det kan dock ej förverkligas i den materiella världen förrän den yttersta tiden är kommen. Guds stad existerar till dess som ett osynligt samfund som successivt utvidgas och vars medborgare motiveras av kärleken till Gud. Motsatsen är den världsliga staden (civitas terrena) bestående av de som drivs av egenkärlek. Dessa begrepp har felaktigt tolkats som om de vore en teokratisk respektive en världslig stat. I själva verket är de osynliga och "andliga" samfund som inbegriper såväl historiska personer som änglar. Faktum är att även kyrkliga företrädare kan tillhöra den fördömda civitas terrena, för de två samfunden tillhör ej den synliga världen.
Tidsförloppet från syndafallet till domedagen, menar Augustinus, är historiens gång. På domedagen går världen, som vi känner den, under och Guds stad materialiseras. De människor som av Gud blivit utvalda till frälsning kommer då att för evigt befolka Guds stad. Inga skillnader i rang och status kommer då att finnas mera; herrar och slavar, fattiga och rika kommer att leva jämlikt. Den imperfekta världsliga tillvaron med dess klasskillnader var en nödvändig konsekvens av syndafallet, och kommer därför att försvinna efter domedagen.

## Citat
- Älska och gör vad du vill
- [D]u har skapat oss till dig, och vårt hjärta är oroligt tills det finner vila i dig (Bekännelser 1:1)[9]
- Ge mig kyskhet och avhållsamhet - men inte ännu!
- Lev som om du skulle dö imorgon, lär dig som om du skulle leva för evigt!

## Skrifter (i urval)
- Confessiones ("Bekännelser")
- De civitate Dei ("Guds stad")

### Skrifter i svensk översättning
- En liten tractat om then guddomligha warelsen. Översättning av Johannes Magni Tiste. 1626
- S. Augustini, biskops i Hippon, Hand-bok, och ensliga samtal med Gud. 1705
- Then helige Augustini biskops i Hippon Meditationes. 1708
- Bekännelser om sig sjelf. Översättning av Anders Källström. 1860
- Augustini bekännelser På svenska med en inledning af Nathan Söderblom. 1905
- Augustinus' Bekännelser om sin omvändelse. (Omfattar de nio första böckerna.) Översättning av Sven Lidman. 1921
- Augustini confessiones. Urval med inledning och kommentar av Gerhard Bendz. 1941
- Bekännelser. Översättning av Sven Lidman. 1958, 1962, 1971
- Bekännelser. Översättning av Bengt Ellenberger. 1990
- Guds stad. De utfästa målen. Bok IXX-XXII. Översättning av Bengt Ellenberger. 1997
- Augustinus bekännelser. Översättning av Bengt Ellenberger. 2:a upplagan 2003
- Tolkning och retorik: de doctrina christiana. Översättning av Lars Nyberg. 2006
- Tretton brev. Översättning av Anni Maria Laato och Patrik Hagman. 2007
- Enchiridion (Liten handbok - Om tro, hopp och kärlek). Översättning av Olof Andrén och Lars Nyberg. 2020

## Psalmer
- O Gud vi love dig, o Herre i 1695 års psalmbok med Ambrosius.